# التفسير السلافي
التفسير السلافي هو ممارسة الشعوب السلافية لتحديد آلهة الشعوب المجاورة وأسماء القديسين المسيحيين بأسماء الآلهة السلافية .

## التمثّل بالآلهة الوثنية المرتبطة

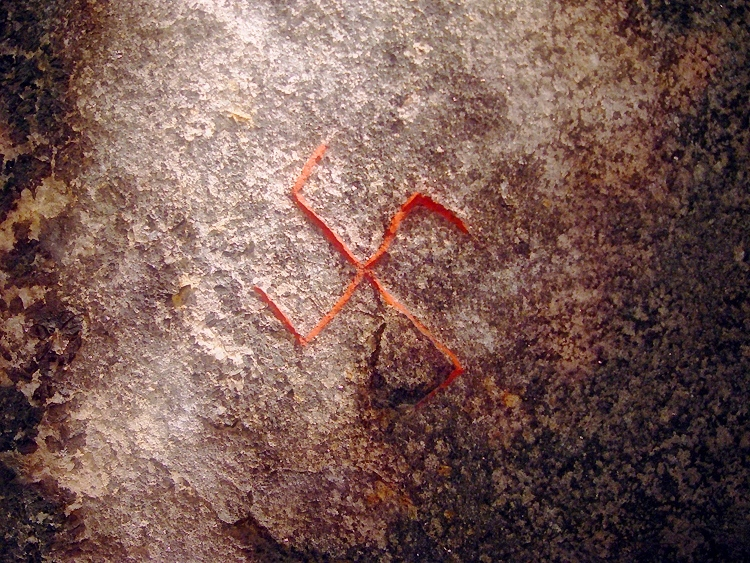
تفاصيل صليب معقوف على حجر سنولدليف من القرن التاسع

- بيرون هو إله الرعد، في وظائفه تشبه إلى حد بعيد ثور الجرماني-الاسكندنافي، والبلطيق بيركناس، والكاريليان الفنلندي أوكو (الأخير من أصل بلطيقي). في كل من الأساطير الجرمانية والفنلندية، كانت «الفؤوس» أيضاً سمة من سمات الرعد.[1] من الجدير بالذكر أن كلاً من ثور وبيرون كانا مرتبطين في كثير من الأحيان بالرمز «يارجا» (الاسم السلافي للصليب المعقوف رباعي الرؤوس)، الذي سجلته هيلدا ديفيدسون . بالنسبة إلى الفايكنج، كان من الممكن أن يأتي الصليب المعقوف من القوط أو عبر وسط البلطيق.[2]
- ستريبوج - يشبه اللاتفية زالتيس ، إله الفوضى الهندي فريترا (من الجدير بالذكر أن كلا الآلهة يتم تمثيلهما في شكل ثعبان مزمن مثل الكيانات أو الثعابين العادية). الكلمة السلافية «ستريج» مشتقة من بروتو الهندو أوروبية * سترو-يو- وهي مشابهة (بالليتوانية: ستروجوس)‏ «العم، الرجل العجوز» والأيرلندية القديمة : سرويث «العجوز، المشرف»
- فيليس - يعتبر نوعاً مختلفاً من فيلنياس والجرمانيةفري. من معاهدات روسيا مع بيزنطة، من المعروف أنه بالنسبة للفارانجيان الروس في مجموعة إيغور، كان بيرون وفليس «آلهة خاصة بهم». من المحتمل أن هذين الإلهين استبدلوا الإسكندنافيين بآلهة ثور وفرير، على غرار الآلهة السلافية.[3]
- سيمارجل - وفقاً لبعض العلماء، هو نظير لـ سيمرغ الإيراني، [4] على الرغم من أنه من المعتقد اليوم على نطاق واسع أن اسم سيمارجل هو عبارة محرّفة لـ «سيما جيريلا».[5] يلفت بعض الباحثين الانتباه إلى أوجه التشابه بين سيمارجل وكلب النار سكول، الذي يمثل الشمس. أسطورة أكل الشمس موجودة أيضاً في أساطير البلطيق.[6] [7]
- ديو هو شكل مختلف من اسم زيوس القديم في التعاليم الروسية القديمة ضد الوثنية. النسخة الروسية من اسم «زيوس»، وفقاً لإحدى الفرضيات، تكونت من أساسها ديو.[8]
- موكوش هو التمثّل من فينو اوجري موكشا . وفقاً لبوريس ريباكوف، نشأ اسم شعب الموكشا الفنلندي من الأخير.[9]

## التمثّل بالقديسين المسيحيين
- إيليا النبي - بعد معمودية روسيا، حل محل بيرون
- باراسكيفا فرايديه - حلت تدريجياً محل موكوش
- القديس بليز - استبدل فولوس (لا ينبغي الخلط بينه وبين فيليس، إله الحكمة والمعرفة)

## التمثّل بالأعياد المسيحية

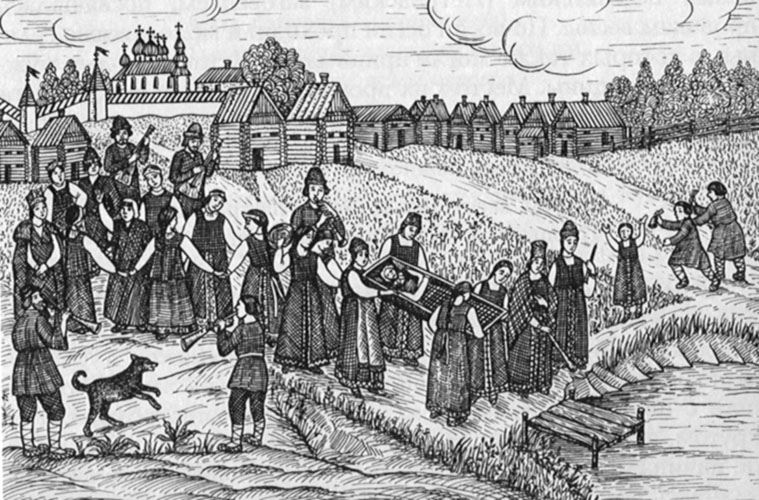
الأسبوع الأخضر. رسم من لوبوك. القرن ال 19

وفقاً لعدد من العلماء، يمكن إعادة تشكيل بعض الآلهة السلافية المحلية بأسماء الأعياد الدينية (المسيحية) والتي تحوي سمات وثنية في سونوفا. تشمل هذه الإجازات:
- ماسلينيتسا [10]
- جاريلو [11]
- كوستروما [12]
- كوستروبونكا [13]
- كوليادا [14]
- كوبالا

وفقاً لفلاديمير توبوروف ، من المستحيل إعادة تشكيل الآلهة السلافية من أسماء الطقوس والأعياد، وحتى أدوارهم.